# Série des stades de la LNH 2018
Navigation
2017 2019
La Série des stades de la LNH 2018 ou la Série des stades Coors Light 2018 de la LNH, dont le sponsor est la brasserie américaine Coors, est un match en plein air se déroulant lors de la saison régulière de la Ligue nationale de hockey (LNH). Cette série se distingue des Classiques telles que la Classique hivernale et la Classique Héritage. La rencontre oppose les Capitals de Washington aux Maple Leafs de Toronto au Navy-Marine Corps Memorial Stadium le 3 mars 2018.

## Effectifs
| No | Joueur             | Position       |
| -- | ------------------ | -------------- |
| 2  | Ron Hainsey        | Défenseur      |
| 11 | Zach Hyman         | Centre         |
| 12 | Patrick Marleau    | Centre         |
| 16 | Mitch Marner       | Centre         |
| 19 | Tomáš Plekanec     | Centre         |
| 20 | Dominic Moore      | Centre         |
| 22 | Nikita Zaïtsev     | Défenseur      |
| 23 | Travis Dermott     | Défenseur      |
| 24 | Kasperi Kapanen    | Ailier droit   |
| 25 | James van Riemsdyk | Ailier gauche  |
| 28 | Connor Brown       | Ailier droit   |
| 29 | William Nylander   | Centre         |
| 31 | Frederik Andersen  | Gardien de but |
| 35 | Curtis McElhinney  | Gardien de but |
| 42 | Tyler Bozak        | Centre         |
| 43 | Nazem Kadri        | Centre         |
| 44 | Morgan Rielly      | Défenseur      |
| 46 | Roman Polák        | Défenseur      |
| 47 | Leo Komarov        | Centre         |
| 51 | Jake Gardiner      | Défenseur      |

| No | Joueur               | Position       |
| -- | -------------------- | -------------- |
| 2  | Matt Niskanen        | Défenseur      |
| 6  | Michal Kempný        | Défenseur      |
| 8  | Aleksandr Ovetchkine | Ailier gauche  |
| 9  | Dmitry Orlov         | Défenseur      |
| 10 | Brett Connolly       | Ailier droit   |
| 13 | Jakub Vrána          | Ailier gauche  |
| 18 | Chandler Stephenson  | Centre         |
| 19 | Nicklas Backstrom    | Centre         |
| 20 | Lars Eller           | Centre         |
| 25 | Devante Smith-Pelly  | Ailier droit   |
| 29 | Christian Djoos      | Défenseur      |
| 31 | Philipp Grubauer     | Gardien de but |
| 43 | Tom Wilson           | Ailier droit   |
| 44 | Brooks Orpik         | Défenseur      |
| 65 | André Burakovsky     | Ailier gauche  |
| 70 | Braden Holtby        | Gardien de but |
| 74 | John Carlson         | Défenseur      |
| 77 | T.J. Oshie           | Ailier droit   |
| 83 | Jay Beagle           | Centre         |
| 92 | Ievgueni Kouznetsov  | Centre         |

## Match
| 3 mars | Capitals de Washington | 5-2 (3-1, 2-1, 0-0) | Maple Leafs de Toronto | Navy-Marine Corps Memorial Stadium 29 516 spectateurs |

| Feuille de match | Feuille de match | Feuille de match            | Feuille de match                                                  | Feuille de match                                                      |
| ---------------- | --- | --------------------------- | ----------------------------------------------------------------- | --------------------------------------------------------------------- |
|                  | Kuznetsov (Backstrom, Carlson) — 3 min 50 s (SN) Ovechkin (Wilson, Backstrom) — 6 min 19 s Backstrom (Kuznetsov, Carlson) — 16 min 20 s (SN) Carlson (Stephenson, Beagle) — 28 min 5 s Vrána (Kuznetsov, Orlov) — 30 min 49 s | 1-0 1-1 2-1 3-1 3-2 4-2 5-2 | Hyman (Polák) — 5 min 20 s Kadri (Marleau, Dermott) — 27 min 22 s | Arbitrage : Kevin Pollock, Kelly Sutherland Tim Nowak, Pierre Racicot |
| Holtby           | Gardiens | Andersen et McElhinney      |                                                                   | Arbitrage : Kevin Pollock, Kelly Sutherland Tim Nowak, Pierre Racicot |
| 4 min            | Pénalités | 4 min                       |                                                                   | Arbitrage : Kevin Pollock, Kelly Sutherland Tim Nowak, Pierre Racicot |
| 34               | Tirs | 29                          |                                                                   | Arbitrage : Kevin Pollock, Kelly Sutherland Tim Nowak, Pierre Racicot |